# Национални споменик
Национални споменик је споменик изграђен у знак сећања на нешто важно за националну баштину, попут оснивања, независности, рата или живота и смрти историјске личности.
Израз се такође може односити на специфичан статус споменика, као што је локалитет у националној баштини, због њиховог културног значаја, а не због старости (види Национални споменик (Сједињене Државе)).
Статус националног споменика обично се додељује колосалним симболима националног идентитета.
Структуре или подручја за која се сматра да су од националног значаја и којима држава пружа заштиту представљају део културног наслеђа земље. Та налазишта националног наслеђа често се називају нечим другачијим од стране државе и набрајају их национална друштва за заштиту. Румунија је бар једну биљку навела као национални споменик, Nymphaea lotus f. thermalis.